# Візьми сірник
«Візьми сірник» (англ. Take a Match) — науково-фантастичне оповідання американського письменника Айзека Азімова, вперше опубліковане у 1972 в антології Роберта Сілверберга New Dimensions II. Увійшло до збірки «Купуємо Юпітер та інші історії» (1975).

## Сюжет
Міжзоряний космічний корабель застряг в хмарі міжзоряного газу, що утруднює навігацію. Термоядерний рушій корабля використовує хімічні елементи, яких обмаль в даній хмарі.
Антон Вілаекіс — інженер з палива, висококваліфікований спеціаліст та ексцентрична людина, не бажає спробувати будь-які альтернативні методи збору палива, бо невдача погано позначиться на його репутації. Екіпаж не може переконати його у зворотному.
Луї Мартанд, шкільний учитель, подорожує пасажиром. Зі свого досвіду навчання дітей, він підозрює таку проблему і знає альтернативу: використання «примітивної» технології хімічного горіння. Він зумів передати свою ідею через Шеріл Вінтер, привабливу пасажирку, до якої Вілаекіс не байдужий.
Після успішного вирішення проблеми, учитель повідомляє про свій хитрий план капітана судна, і отримує домашній арешт, щоб зберегти професійну репутацію Вілаекіса.